# Лідери партій у Сенаті США
Лідери парламентської більшості та меншості у Сенаті США (англ. Senate Majority Leader та англ. Senate Minority Leader) — це сенатори та члени керівництва партій Сенату США. Вони є головними спікерами Сенату для своїх політичних партій, відповідно утримуючи більшість та меншість у Сенаті США, а також керують та планують законодавчу і виконавчу діяльність Сенату. Вони обираються на свої посади в Сенаті кокусами своїх партій: Сенатським Демократичним кокусом та Сенатською Республіканською конференцією.
Згідно із правилом голова Сенату надає лідеру більшості пріоритет у отриманні визнання права бути спікером своєї фракції у Сенаті. Лідер більшості зазвичай виступає головним представником своєї партії в Сенаті, а інколи навіть у всьому Конгресі, якщо Палата представників, а отже, і офіс її спікера, контролюється опозиційною партією.
Помічники лідерів парламентської більшості та меншості Сенату (зазвичай ця посада має назву Парламентський організатор більшості або меншості (англ. Assistant Majority Leader/Majority Whip та англ. Assistant Minority Leader/Minority Whip відповідно) — другорядні члени керівництва своїх партій. Головною функцією парламентських організаторів більшості та меншості є збір найбільшої можливої кількості голосів з приводу основних питань або законопроєктів. Оскільки вони є другорядними членами Сенату, у випадку, якщо немає наявного лідера фракції (англ. Floor Leader), організатор може стати чинним лідером фракції. До 1969 року офіційно ці посади називалися Організатор парламентської більшості (англ. Majority Whip) та Організатор парламентської меншості (англ. Minority Whip).

## Чинні лідери фракцій
Наразі Сенат складається із 50 представників Республіканської партії, 48 представників Демократичної партії та 2 незалежних депутатів, обоє з яких входять до Сенатського Демократичного кокусу.
Чинними лідерами є сенатори Джон Тун (Республіканська партія) з Південної Дакоти та Чак Шумер (Демократична партія) з Нью-Йорку. Чинними заступниками лідерів (організаторами парламентської більшості й меншості) є Джон Баррассо (Республіканська партія) з Вайомінгу та Дік Дурбін (Демократична партія) з Іллінойсу.

## Історія
Посада та права лідера партії не визначені у Конституції, а сформувалися з часом. У 1920 році демократи, які на той час складали парламентську меншість, почали практику виборів лідера фракції. Джон Керн був демократичним сенатором з Індіани. Оскільки тоді титул не був офіційним, на вебсторінці Сенату Керн вказаний як перший лідером партії у Сенаті у 1913-1917 роках (а отже, і першим лідером Демократичної партії у Сенаті); водночас він був і головою Сенатської Демократичної конференції. У 1925 році республіканська (на той час) більшість також прийняла це формулювання, коли Чарльз Кертіс став першим (офіційним) лідером парламентської більшості, хоча його безпосередній попередник Генрі Кебот Лодж вважається першим (неофіційним) лідером парламентської більшості у Сенаті.
Конституція визначає Віце-президента США як президента Сенату США. Конституція також передбачає, що Тимчасовий президент Сенату США виступає його головою у випадку відсутності президента Сенату. На практиці ані Віце-президент, ані тимчасовий президент, який зазвичай є сенатором у партії більшості, що найдовше перебуває на посаді, — насправді не головує у Сенаті на щоденній основі; це завдання передається молодшим сенаторам від партії більшості. Оскільки Віце-президент може бути з іншої партії, аніж більшість, і він не підлягає дисциплінарній відповідальності, правила процедури Сенату надають головуючому посадовцю дуже малі повноваження і нічого більше головуючої ролі. З цих причин на практиці Сенатом керує лідер парламентської більшості. На відміну від Сенату, у Палаті представників обраний Спікер Палати має великі дискреційні повноваження та зазвичай головує на виборах по законопроєктах.

## Завдання та вибори
Представлені у Сенаті фракції на засіданні на початку періоду повноважень обирають кожна свого лідера партії. Лідер більшої фракції автоматично стає лідером більшості, відповідно, лідер меншої фракції — лідером меншості. Якщо обидві партії мають однакову кількість місць, партією більшості стає та, до якої належить Віце-президент США, оскільки він приймає рішення у голосуваннях, які закінчуються однаковою кількістю голосів. Лідери партій виступають як першочергові спікери відповідних партій у Сенаті; вони керують законодавчою та виконавчою діяльністю партії та обговорюють календар Сенату. При цьому останнє слово має лідер меншості.
У парламенських подіях голова засідання спочатку надає слово лідеру більшості? якщо декілька сенаторів хочуть висловитися, а згодом лідеру меншості.

## Список лідерів партій
Демократична партія вперше обрала свого лідера у 1920 році. Перший лідер Республіканської партії був офіційно призначений у 1925 році.
| Конгрес | Дати                              | Організатор Демократичної партії | Лідер Демократичної партії | Більшість                   | Лідер Республіканської партії     | Організатор Республіканської партії |
| ------- | --------------------------------- | -------------------------------- | -------------------------- | --------------------------- | --------------------------------- | ----------------------------------- |
| 63-й    | 28 травня 1913 – 4 березня 1915   | Гамільтон Льюїс                  | Немає                      | Демократична ← більшість    | Немає                             | Немає                               |
| 64-й    | 4 березня 1915 – 6 грудня 1915    | Гамільтон Льюїс                  | Немає                      | Демократична ← більшість    | Немає                             | Немає                               |
| 64-й    | 6 грудня 1915 – 13 грудня 1915    | Гамільтон Льюїс                  | Немає                      | Демократична ← більшість    | Немає                             | Джеймс Водсворт                     |
| 64-й    | 13 грудня 1915 – 4 березня 1917   | Гамільтон Льюїс                  | Немає                      | Демократична ← більшість    | Немає                             | Чарлз Кертіс                        |
| 65-й    | 3 квітня 1917 – 4 березня 1919    | Гамільтон Льюїс                  | Немає                      | Демократична ← більшість    | Немає                             | Чарлз Кертіс                        |
| 66-й    | 4 березня 1919 – 27 квітня 1920   | Пітер Джеррі                     | Немає                      | Республіканська більшість → | Генрі Кебот Лодж Неофіційний      | Чарлз Кертіс                        |
| 66-й    | 27 квітня 1920 – 4 березня 1921   | Пітер Джеррі                     | Оскар Андервуд             | Республіканська більшість → | Генрі Кебот Лодж Неофіційний      | Чарлз Кертіс                        |
| 67-й    | 4 березня 1921 – 4 березня 1923   | Пітер Джеррі                     | Оскар Андервуд             | Республіканська більшість → | Генрі Кебот Лодж Неофіційний      | Чарлз Кертіс                        |
| 68-й    | 4 березня 1923 – 3 грудня 1923    | Пітер Джеррі                     | Оскар Андервуд             | Республіканська більшість → | Генрі Кебот Лодж Неофіційний      | Чарлз Кертіс                        |
| 68-й    | 3 грудня 1923 – 9 листопада 1924  | Пітер Джеррі                     | Джозеф Тейлор Робінсон     | Республіканська більшість → | Генрі Кебот Лодж Неофіційний      | Чарлз Кертіс                        |
| 68-й    | 9 листопада 1924 – 4 березня 1925 | Пітер Джеррі                     | Джозеф Тейлор Робінсон     | Республіканська більшість → | Чарлз Кертіс Виконувач обов'язків | Веслі Джонс Виконувач обов'язків    |
| 69-й    | 4 березня 1925 – 4 березня 1927   | Пітер Джеррі                     | Джозеф Тейлор Робінсон     | Республіканська більшість → | Чарлз Кертіс                      | Веслі Джонс                         |
| 70-й    | 4 березня 1927 – 4 березня 1929   | Пітер Джеррі                     | Джозеф Тейлор Робінсон     | Республіканська більшість → | Чарлз Кертіс                      | Веслі Джонс                         |
| 71-й    | 4 березня 1929 – 4 березня 1931   | Морріс Шеппард                   | Джозеф Тейлор Робінсон     | Республіканська більшість → | Джеймс Елі Вотсон                 | Сімеон Фесс                         |
| 72-й    | 4 березня 1931 – 4 березня 1933   | Морріс Шеппард                   | Джозеф Тейлор Робінсон     | Республіканська більшість → | Джеймс Елі Вотсон                 | Сімеон Фесс                         |
| 73-й    | 4 березня 1933 – 3 січня 1935     | Гамільтон Льюїс                  | Джозеф Тейлор Робінсон     | Демократична ← більшість    | Чарльз МакНері                    | Фелікс Геберт                       |
| 74-й    | 3 січня 1935 – 3 січня 1937       | Гамільтон Льюїс                  | Джозеф Тейлор Робінсон     | Демократична ← більшість    | Чарльз МакНері                    | Немає                               |
| 75-й    | 3 січня 1937 – 14 липня 1937      | Гамільтон Льюїс                  | Джозеф Тейлор Робінсон     | Демократична ← більшість    | Чарльз МакНері                    | Немає                               |
| 75-й    | 14 липня 1937 – 3 січня 1939      | Гамільтон Льюїс                  | Олбен Барклі               | Демократична ← більшість    | Чарльз МакНері                    | Немає                               |
| 76-й    | 3 січня 1939 – 9 квітня 1939      | Гамільтон Льюїс                  | Олбен Барклі               | Демократична ← більшість    | Чарльз МакНері                    | Немає                               |
| 76-й    | 9 квітня 1939 – 3 січня 1940      | Шерман Мінтон                    | Олбен Барклі               | Демократична ← більшість    | Чарльз МакНері                    | Немає                               |
| 76-й    | 3 січня 1940 – 3 січня 1941       | Шерман Мінтон                    | Олбен Барклі               | Демократична ← більшість    | Воррен Остін Виконувач обов'язків | Немає                               |
| 77-й    | 3 січня 1941 – 3 січня 1943       | Лістер Хілл                      | Олбен Барклі               | Демократична ← більшість    | Чарльз МакНері                    | Немає                               |
| 78-й    | 3 січня 1943 – 25 лютого 1944     | Лістер Хілл                      | Олбен Барклі               | Демократична ← більшість    | Чарльз МакНері                    | Кеннет Веррі                        |
| 78-й    | 25 лютого 1944 – 3 січня 1945     | Лістер Хілл                      | Олбен Барклі               | Демократична ← більшість    | Волліс Вайт Виконувач обов'язків  | Кеннет Веррі                        |
| 79-й    | 3 січня 1945 – 3 січня 1947       | Лістер Хілл                      | Олбен Барклі               | Демократична ← більшість    | Волліс Вайт                       | Кеннет Веррі                        |
| 80-й    | 3 січня 1947 – 3 січня 1949       | Скотт Лукас                      | Олбен Барклі               | Республіканська більшість → | Волліс Вайт                       | Кеннет Веррі                        |
| 81-й    | 3 січня 1949 – 3 січня 1951       | Френсіс Маєрс                    | Скотт Лукас                | Демократична ← більшість    | Кеннет Веррі                      | Леверетт Салтонстолл                |
| 82-й    | 3 січня 1951 – 3 січня 1952       | Ліндон Джонсон                   | Ернест МакФарленд          | Демократична ← більшість    | Кеннет Веррі                      | Леверетт Салтонстолл                |
| 82-й    | 3 січня 1952 – 3 січня 1953       | Ліндон Джонсон                   | Ернест МакФарленд          | Демократична ← більшість    | Стайлс Бріджес                    | Леверетт Салтонстолл                |
| 83-й    | 3 січня 1953 – 31 липня 1953      | Ерл Клементс                     | Ліндон Джонсон             | Республіканська більшість → | Роберт Тафт                       | Леверетт Салтонстолл                |
| 83-й    | 3 серпня 1953 – 3 січня 1955      | Ерл Клементс                     | Ліндон Джонсон             | Республіканська більшість → | Вільям Ноуленд                    | Леверетт Салтонстолл                |
| 84-й    | 3 січня 1955 – 3 січня 1957       | Ерл Клементс                     | Ліндон Джонсон             | Демократична ← більшість    | Вільям Ноуленд                    | Леверетт Салтонстолл                |
| 85-й    | 3 січня 1957 – 3 січня 1959       | Майк Менсфілд                    | Ліндон Джонсон             | Демократична ← більшість    | Вільям Ноуленд                    | Еверетт Дірксен                     |
| 86-й    | 3 січня 1959 – 3 січня 1961       | Майк Менсфілд                    | Ліндон Джонсон             | Демократична ← більшість    | Еверетт Дірксен                   | Томас Кікел                         |
| 87-й    | 3 січня 1961 – 3 січня 1963       | Г'юберт Гамфрі                   | Майк Менсфілд              | Демократична ← більшість    | Еверетт Дірксен                   | Томас Кікел                         |
| 88-й    | 3 січня 1963 – 3 січня 1965       | Г'юберт Гамфрі                   | Майк Менсфілд              | Демократична ← більшість    | Еверетт Дірксен                   | Томас Кікел                         |
| 89-й    | 3 січня 1965 – 3 січня 1967       | Рассел Лонг                      | Майк Менсфілд              | Демократична ← більшість    | Еверетт Дірксен                   | Томас Кікел                         |
| 90-й    | 3 січня 1967 – 3 січня 1969       | Рассел Лонг                      | Майк Менсфілд              | Демократична ← більшість    | Еверетт Дірксен                   | Томас Кікел                         |
| 91-й    | 3 січня 1969 – 7 вересня 1969     | Тед Кеннеді                      | Майк Менсфілд              | Демократична ← більшість    | Еверетт Дірксен                   | Г'ю Скотт                           |
| 91-й    | 24 вересня 1969 – 3 січня 1971    | Тед Кеннеді                      | Майк Менсфілд              | Демократична ← більшість    | Г'ю Скотт                         | Роберт Гріффін                      |
| 92-й    | 3 січня 1971 – 3 січня 1973       | Роберт Берд                      | Майк Менсфілд              | Демократична ← більшість    | Г'ю Скотт                         | Роберт Гріффін                      |
| 93-й    | 3 січня 1973 – 3 січня 1975       | Роберт Берд                      | Майк Менсфілд              | Демократична ← більшість    | Г'ю Скотт                         | Роберт Гріффін                      |
| 94-й    | 3 січня 1975 – 3 січня 1977       | Роберт Берд                      | Майк Менсфілд              | Демократична ← більшість    | Г'ю Скотт                         | Роберт Гріффін                      |
| 95-й    | 3 січня 1977 – 3 січня 1979       | Алан Кренстон                    | Роберт Берд                | Демократична ← більшість    | Говард Бейкер                     | Тед Стівенс                         |
| 96-й    | 3 січня 1979 – 1 листопада 1979   | Алан Кренстон                    | Роберт Берд                | Демократична ← більшість    | Говард Бейкер                     | Тед Стівенс                         |
| 96-й    | 1 листопада 1979 – 5 березня 1980 | Алан Кренстон                    | Роберт Берд                | Демократична ← більшість    | Тед Стівенс Виконувач обов'язків  | Тед Стівенс                         |
| 96-й    | 5 березня 1980 – 3 січня 1981     | Алан Кренстон                    | Роберт Берд                | Демократична ← більшість    | Говард Бейкер                     | Тед Стівенс                         |
| 97-й    | 3 січня 1979 – 3 січня 1983       | Алан Кренстон                    | Роберт Берд                | Республіканська більшість → | Говард Бейкер                     | Тед Стівенс                         |
| 98-й    | 3 січня 1983 – 3 січня 1985       | Алан Кренстон                    | Роберт Берд                | Республіканська більшість → | Говард Бейкер                     | Тед Стівенс                         |
| 99-й    | 3 січня 1985 – 3 січня 1987       | Алан Кренстон                    | Роберт Берд                | Республіканська більшість → | Боб Доул                          | Алан Сімпсон                        |
| 100-й   | 3 січня 1987 – 3 січня 1989       | Алан Кренстон                    | Роберт Берд                | Демократична ← більшість    | Боб Доул                          | Алан Сімпсон                        |
| 101-й   | 3 січня 1989 – 3 січня 1991       | Алан Кренстон                    | Джордж Мітчелл             | Демократична ← більшість    | Боб Доул                          | Алан Сімпсон                        |
| 102-й   | 3 січня 1991 – 3 січня 1993       | Венделл Форд                     | Джордж Мітчелл             | Демократична ← більшість    | Боб Доул                          | Алан Сімпсон                        |
| 103-й   | 3 січня 1993 – 3 січня 1995       | Венделл Форд                     | Джордж Мітчелл             | Демократична ← більшість    | Боб Доул                          | Алан Сімпсон                        |
| 104-й   | 3 січня 1995 – 12 червня 1996     | Венделл Форд                     | Том Дешл                   | Республіканська більшість → | Боб Доул                          | Трент Лотт                          |
| 104-й   | 12 червня 1996 – 3 січня 1997     | Венделл Форд                     | Том Дешл                   | Республіканська більшість → | Трент Лотт                        | Дон Ніклс                           |
| 105-й   | 3 січня 1997 – 3 січня 1999       | Венделл Форд                     | Том Дешл                   | Республіканська більшість → | Трент Лотт                        | Дон Ніклс                           |
| 106-й   | 3 січня 1999 – 3 січня 2001       | Гаррі Рід                        | Том Дешл                   | Республіканська більшість → | Трент Лотт                        | Дон Ніклс                           |
| 107-й   | 3 січня 2001 – 20 січня 2001      | Гаррі Рід                        | Том Дешл                   | Демократична ← більшість    | Трент Лотт                        | Дон Ніклс                           |
| 107-й   | 20 січня 2001 – 6 червня 2001     | Гаррі Рід                        | Том Дешл                   | Республіканська більшість → | Трент Лотт                        | Дон Ніклс                           |
| 107-й   | 6 червня 2001 – 12 листопада 2002 | Гаррі Рід                        | Том Дешл                   | Демократична ← більшість    | Трент Лотт                        | Дон Ніклс                           |
| 107-й   | 12 листопада 2002 – 2 січня 2003  | Гаррі Рід                        | Том Дешл                   | Республіканська більшість → | Трент Лотт                        | Дон Ніклс                           |
| 108-й   | 3 січня 2003 – 3 січня 2005       | Гаррі Рід                        | Том Дешл                   | Республіканська більшість → | Білл Фріст                        | Мітч Макконнелл                     |
| 109-й   | 3 січня 2005 – 3 січня 2007       | Дік Дурбін                       | Гаррі Рід                  | Республіканська більшість → | Білл Фріст                        | Мітч Макконнелл                     |
| 110-й   | 3 січня 2007 – 18 грудня 2007     | Дік Дурбін                       | Гаррі Рід                  | Демократична ← більшість    | Мітч Макконнелл                   | Трент Лотт                          |
| 110-й   | 19 листопада 2007 – 3 січня 2009  | Дік Дурбін                       | Гаррі Рід                  | Демократична ← більшість    | Мітч Макконнелл                   | Джон Кайл                           |
| 111-й   | 3 січня 2009 – 3 січня 2011       | Дік Дурбін                       | Гаррі Рід                  | Демократична ← більшість    | Мітч Макконнелл                   | Джон Кайл                           |
| 112-й   | 3 січня 2011 – 3 січня 2013       | Дік Дурбін                       | Гаррі Рід                  | Демократична ← більшість    | Мітч Макконнелл                   | Джон Кайл                           |
| 113-й   | 3 січня 2013 – 3 січня 2015       | Дік Дурбін                       | Гаррі Рід                  | Демократична ← більшість    | Мітч Макконнелл                   | Джон Корнин                         |
| 114-й   | 3 січня 2015 – 3 січня 2017       | Дік Дурбін                       | Гаррі Рід                  | Республіканська більшість → | Мітч Макконнелл                   | Джон Корнин                         |
| 115-й   | 3 січня 2017 – 3 січня 2019       | Дік Дурбін                       | Чак Шумер                  | Республіканська більшість → | Мітч Макконнелл                   | Джон Корнин                         |
| 116-й   | 3 січня 2019 – 3 січня 2021       | Дік Дурбін                       | Чак Шумер                  | Республіканська більшість → | Мітч Макконнелл                   | Джон Тун                            |
| 117-й   | 3 січня 2021 – 20 січня 2021      | Дік Дурбін                       | Чак Шумер                  | Республіканська більшість → | Мітч Макконнелл                   | Джон Тун                            |
| 117-й   | 20 січня 2021 – 3 січня 2023      | Дік Дурбін                       | Чак Шумер                  | Демократична ← більшість    | Мітч Макконнелл                   | Джон Тун                            |
| 118-й   | 3 січня 2023 – 3 січня 2025       | Дік Дурбін                       | Чак Шумер                  | Демократична ← більшість    | Мітч Макконнелл                   | Джон Тун                            |
| 119-й   | 3 січня 2025 – 3 січня 2027       | Дік Дурбін                       | Чак Шумер                  | Республіканська більшість → | Джон Тун                          | Джон Баррассо                       |
| Конгрес | Дати                              | Організатор Демократичної партії | Лідер Демократичної партії | Більшість                   | Лідер Республіканської партії     | Організатор Республіканської партії |

## Виноски
1. ↑  У 1935-1944 роках організатори Республіканської партії не призначались, адже у Сенаті було лише 17 республіканців після перемоги президента Франкліна Рузвельта на перевиборах у 1936 році. Відповідно, протоколи Сенатської Республіканської конференції[en] того періоду свідчать: «За пропозицією сенатора Гастінгса, належним чином прикомандированого та доставленого, було узгоджено, що не буде обрано жодного помічника лідера або організатора: проте голова матиме право час від часу призначати сенаторів, що мають допомагати йому у відповідальності за інтереси меншості.» До протоколів конференції була додана примітка: «Голова конференції, сенатор МакНері, очевидно, призначив помічником лідера сенатора Остіна з Вермонту у 1943 та 1944 роках до того, як конференція затвердила Правила організації.»"[5]
2. ↑  Демократи залишилися у владі після 25 листопада 2002 року попри виникнення Республіканської більшості внаслідок перемоги Джима Талента на Спеціальних виборах до Сенату США у Міссурі 2002 року[en]. Проте формальної реорганізації не було, адже Сенат не засідав.[6]